# Фукс Андрій Федорович
Андрій Федорович Фукс (25 червня 1966, Усть-Каменогорськ, Казахська РСР, СРСР) — радянський і німецький хокеїст, лівий нападник. Автор першої закинутої шайби у вищій лізі радянського хокею командою з Усть-Каменогорська.

## Спортивна кар'єра
Квартира Фуксів в Усть-Каменогорську знаходилася поряд з Палацом спорту, а на іншому кінці вулиці мешкав у дитинстві олімпійський чемпіон Борис Александров. У дворових хокейних баталіях його партнерами або суперниками неодноразово були Михайло Панін і Олексій Бевз — майбутні чемпіони світу серед молоді. Перший тривалий час виступав за армійські команди Москви і Ленінграда, другий — чотири сезони захищав кольори харківського «Динамо». У той час у місті проводилася першість серед шкільних колективів. У рідній школі № 9 вчитель фізкультури Анатолій Фефлов проводив хокейні змагання у трьох вікових групах. Всі ці чинники сприяли вибору спортивної дисципліни. З третьої спроби, в одинадцять років Андрій Фукс був зарахований до хокейної секції. Його тренерами були Юрій Тархов і Станіслав Фролов.
В сімнадцять років дебютував за «Торпедо», але вже наступного року грав за «Зірку» з міста Оленєгорськ Мурманської області (дочірню команду ленінградського СКА). Причиною цього переходу був призов на військову службу. Вдома залишитися не було змоги, а на півночі він прослужив десь три місяці на кордоні з Норвегією. Потім керівництво «Зірки» певернуло молодого гравця до свого складу. Сезон 1986/1987 розпочав у СКА (Ленінград). Перший матч за команду вищої ліги провів на міжнародному турнірі на приз газети «Советский спорт» проти ЦСКА (поразка 1:10). Старший тренер «армійців» Валерій Шилов не поспішав вводити молодого хокеїста до складу, а сам Фукс не бажав сидіти на лаві запасних. За півсезону зіграв у чемпіонаті чотири лігових матчі, зробив одну результативну передачу і повернувся до рідного міста.
Вдома Андрій Фукс став гравцем основного складу, грав в одній трійці з Сергієм Дев'ятовим і Сергієм Залепятських. Першу шайбу закинув у ворота «Іжсталі», а матч завершився перемогою з рахунком 8:7. Перший етап першості «Торпедо» завершило на другому місці в східній зоні, а в перехідному турнірі команд вищої і першої ліг — на четвертій позиції. Потім казахська команда поступилася київському «Соколу» у додатковій серії матчів за місце в еліті на наступний сезон. В іншій парі свердловський «Автомобіліст» переміг челябінський «Трактор», старожила вищої ліги. Федерація хокею СРСР вірішила збільшити кількість учасників з 12 до 14: зберіг місце «Трактор» і путівку в еліту отримало «Торпедо».
24 вересня 1987 року «Торпедо» дебютувало у вищій лізі при повністю заповнених трибунах власного Палацу спорту. В середині другого тайму усть-каменогорці поступалися «Спартаку» з рахунком 0:4. На 34-й хвилині Віктор Федорченко зробив цілеспрямовану передачу, а Андрій Фукс в один дотик забив перший гол «торпедівців» в еліті радянського клубного хокею. До фінальної сирени вдалося реалізувати ще три моменти і перший матч у вищій лізі завершився внічию (4:4). З першого разу команді не вдалося закріпитися серед найсильніших: на першому етапі посіли останнє місце, а в перехідному турнірі не вдалося зберегти місце на наступний сезон. Андрій Фукс став третім бомбардиром клубу, після Бориса Александрова і Ігоря Кузнецова.
Друга спроба виявилася більш вдалою. Перехідний турнір завершили на другій позиції, пропустивши вперед вищелігове «Динамо» (Мінськ). У березні 1989 року поїхав до Болгарії, де студентська збірна СРСР стала переможцем Універсіади. Виступав в одній ланці з гравцями «Салавата Юлаєва» Сергієм Бушмельовим і Русланом Сулейнановим, відзначився голами у ворота фінам, чехам і канадцям. Після повернення тренери «Торпедо» неодноразово ставили його в першу трійку до Кузнецова і Александрова, для яких це був останній сезон у клубі. У вищій лізі казахська команда зберегла собі місце, ставши переможцем перехідного турніру. На початку 90-х його партнерами у клубі були Андрій Райський, Костянтин Шафранов і молодший брат Борис Фукс.
Наприкінці 80-х років радянські хокеїсти почали виступати за іноземні команди. У розпалі сезону 1990/1991 брати вирішили їхати до Німеччини, де вже грав Михайло Панін. Працевлаштувалися в «Ратінгені», де їх партнерами було багато хокеїстів з колишнього СРСР. 1992 року їх клуб піднявся до Бундесліги, де А. Фукс двічі ставав кращим бомбардиром клубу. 1997 року брати перейшли на два роки до «Ессенських москітів», потім були клуби з Обергаузена, Вайсвассера і команди нижчих дивізіонів. Завершив ігрову кар'єру 2005, а з 2007 — тренує німецькі команди. Став громадянином Німеччини, основне місце роботи — начальник складу на меблевій фабриці.

## Досягнення
- 1987 — «Торпедо» (Усть-Каменогорськ) здобуло путівку до вищої ліги;
- 1989 — студентська збірна СРСР стала переможцем всесвітньої Універсіади;
- 1989 — «Торпедо» (Усть-Каменогорськ) здобуло путівку до вищої ліги;
- 1992 — «Ратінген» здобув путівку до Німецької бундесліги;
- 1999 — «Москітос Ессен» здобув путівку до Німецької хокейної ліги.

## Статистика
Статистика виступів в елітних дивізіонах СРСР і Німеччини:
| Сезон              | Клуб               | Ліга               | І   | Г  | П   | О   | ШХ  |
| ------------------ | ------------------ | ------------------ | --- | -- | --- | --- | --- |
| 1986-87            | СКА (Ленінград)    | Д-1                | 4   | 0  | 1   | 1   | 6   |
| 1987-88            | «Торпедо» (У-К)    | Д-1                | 26  | 9  | 6   | 15  | 14  |
| 1989-90            | «Торпедо» (У-К)    | Д-1                | 30  | 5  | 7   | 12  | 29  |
| 1990-91            | «Торпедо» (У-К)    | Д-1                | 33  | 5  | 7   | 12  | 10  |
| Всього в СРСР      | Всього в СРСР      | Всього в СРСР      | 93  | 19 | 21  | 40  | 59  |
| 1992-93            | «Ратінген»         | Д-1                | 47  | 7  | 15  | 22  | 63  |
| 1993-94            | «Ратінген»         | Д-1                | 56  | 16 | 22  | 38  | 54  |
| 1994-95            | «Ратінген»         | Д-1                | 46  | 13 | 24  | 37  | 66  |
| 1995-96            | «Ратінген»         | Д-1                | 50  | 25 | 29  | 54  | 87  |
| 1996-97            | «Ратінген»         | Д-1                | 53  | 15 | 37  | 52  | 56  |
| 1999-00            | «Обергаузен»       | Д-1                | 67  | 4  | 14  | 18  | 75  |
| Всього в Німеччині | Всього в Німеччині | Всього в Німеччині | 319 | 80 | 141 | 221 | 401 |
| Всього в Д-1       | Всього в Д-1       | Всього в Д-1       | 412 | 99 | 162 | 261 | 460 |